# Graphania fenwicki
Graphania fenwicki är en fjärilsart som beskrevs av Alfred Philpott 1921. Graphania fenwicki ingår i släktet Graphania och familjen nattflyn. Inga underarter finns listade i Catalogue of Life.